# فرودگاه بین‌المللی شهید دستغیب شیراز
فرودگاه بین‌المللی شیراز یا فرودگاه شهید دستغیب (IATA: SYZ, ICAO: OISS) در سال ۱۳۴۰ باعنوان فرودگاه جدید شیراز در زمینی به مساحت حدود ۵۰۰ هکتار در ارتفاع ۱۵۵۰ متری از سطح زمین در نزدیکی قریهٔ جعفرآباد شیراز مورد بهره‌برداری قرار گرفت. در بدو امر در سال ۱۳۳۹ باند فرودگاه آسفالت گردید و عمارت آن در سال ۱۳۴۴ تکمیل گردید و از سال ۱۳۴۵ به عنوان فرودگاه بین‌المللی مطرح گردید. این فرودگاه پس از فرودگاه امام خمینی مجهزترین فرودگاه ایران از لحاظ تجهیزات ناوبری و الکترونیک است و علاوه برداشتن پروازهایی به شهرهای داخلی ایران، تعدادی پرواز خارجی عمدتاً به مقصد کشورهای حوزه خلیج فارس نیز دارد. این فرودگاه همچنین دارای کاربرد نظامی است. این فرودگاه پایگاه منطقه جنوب شرکت هواپیمایی آسمان است و دارای سه شرکت هواپیمایی پایه (base) به نام‌های پارس، سپهران و فلای پرشیا است. این فرودگاه چهارمین فرودگاه پر رفت و آمد کشور بعد از فرودگاه مهرآباد، فرودگاه مشهد و فرودگاه امام خمینی است. این فرودگاه پذیرای هواپیماهای پهن پیکر نیز می‌باشد.
فرودگاه بین‌المللی شیراز دارای ۲ باند پروازی آسفالته، یکی به طول ۴۲۷۲ متر و دیگری به طول ۴۳۳۴ متر است.
در حال حاضر فرودگاه بین‌المللی شیراز با دارا بودن دستگاه‌های کمک ناوبری مدرن و کارآمد از قبیل دستگاه رادار PSR-SSR که یکی از پیشرفته‌ترین رادارهای دنیا می‌باشد و همچنین دستگاه‌های NDB - DME - DVOR و فرود خودکار یا ILS یکی از فرودگاه‌های ایمن و مجهز در سطح کشور بوده و پذیرای تمامی تایپ‌های پروازی می‌باشد و به لحاظ سیستم‌های هواشناسی، ارتباطی و رادیویی از تجهیزات پیشرفته و قابل اطمینان برخوردار می‌باشد.
همچنین ساختمان فنی و عملیاتی تازه تأسیس فرودگاه شیراز مشتمل بر طبقات اداری و پشتیبانی و فنی و عملیاتی و برج مراقبت با ارتفاع بالغ بر ۴۵ متر از سطح زمین با تجهیزات اداری و عملیاتی پیشرفته با وسعت حدود ۷۵۰۰ متر مربع همراه با ساختمان‌های فنی و موتورخانه، سالن آمفی تئاتر و پذیرایی و فضای سبز زیبایی حدود ۵۰٫۰۰۰ متر مربعی یکی از چشم‌اندازها و شاخص‌های قابل توجه این فرودگاه می‌باشد. این فرودگاه اوپن اسکای بوده و فعالیت فرودگاه ۲۴ ساعته است.
فرودگاه شهید دستغیب دارای دو ترمینال بوده، ترمینال شماره ۱ پروازهای داخلی به وسعت ۱۶ هزار متر مربع -ترمینال شماره ۲ پروازهای خارجی- در این فرودگاه روزانه ۱۲۰ پرواز داخلی و ۱۰ پرواز خارجی انجام می‌شود. در این فرودگاه ۱۴ شرکت داخلی و ۸ شرکت خارجی به بیش از ۳۵ مقصد خدمات رسانی می‌کنند ساختمان جدید ترمینال پروازهای خارجی فرودگاه شیراز است که ۲۱ هزار متر مربع مساحت داشته و انجام محوطه سازی، ساخت پارکینگ خودرو و ایجاد چهار دستگاه پل عابر پیاده با هزینه یک هزار و ۵۰۰ میلیارد ریال انجام می‌گیرد.
در طراحی عملکردهای مربوط به مسافران خروجی و ورودی سعی شده‌است تا روانی حرکت رعایت گردد. همچنین فضاهای عملکردهای مختلف تا حد ممکن شفاف طراحی شود تا علاوه بر مسیریابی بصری عملکردها و اتفاقات پیش روی مسافران و همراهان ایشان، از اضطراب مسافران نیز کاسته شود.
طبقهٔ همکف شامل سالن عمومی، سالن پذیرش مسافر و بار، سالن تحویل بار مسافران ورودی، فضاهای گمرک، اتاق‌های اداری، سالن بارانداز و فضاهای خدماتی می‌باشد.
طبقهٔ اول شامل راهروی ارتباطی مسافران ورودی، کنترل گذرنامهٔ ورودی، فضاهای اداری، فروشگاه‌های آزاد و فضاهای خدماتی می‌باشد.
طبقهٔ دوم شامل سالن انتظار پرواز، کنترل گذرنامهٔ خروجی، فروشگاه‌های آزاد، کنترل امنیتی، بوفه، نمازخانه، سرویس‌های بهداشتی و فضاهای خدماتی است.
در سال ۱۳۹۸ خورشیدی ۲۸٬۳۰۲ نشست و برخاست هواپیما در این فرودگاه انجام شد و ۲٬۸۷۰٬۴۲۴ نفر مسافر و ۲۹٬۸۲۴ تن بار از طریق آن جابجا شدند.
قبل از ساخت این فرودگاه، فرودگاه دیگری با نام فرودگاه قدیم یا طیاره‌خانه که در نزدیکی صحرای آقاباباخان در جنوب شهر نزدیک جاده شیراز و بوشهر قرار داشت و این فرودگاه در سال ۱۳۰۸ شمسی ساخته شده بود و امارت مفصلی برای استراحت مسافرین در آن بود. چون این فرودگاه وسعت کافی نداشت و توسعۀ آن نیز مقدور نبود، در ۱۳۴۰ فرودگاه وسیعی در دو فرسنگی جنوب شرقی شیراز در نزدیکی قریه جعفرآباد ساخته شد. در این فرودگاه انواع هواپیماهای بزرگ می‌توانند بنشینند در صورتی‌که در فرودگاه قدیم نشستن هواپیماهای بزرگ به آسانی مقدور نبود.

## تعدد و تنوع پروازی در فرودگاه شیراز

نقشه کشورهایی که از/به فرودگاه بین‌المللی شیراز پرواز دارند

فرودگاه بین‌المللی شیراز دارای ۱ مسیر هوایی (ROUTE) می‌باشد که در مسیرهای داخلی به شهرهای تهران، مشهد، اصفهان، تبریز، اهواز، رشت، زاهدان، کرمان، بندرعباس، ساری، کیش، قشم، عسلویه، ماهشهر، خارک، بندرلنگه، نوشهر و لامرد پرواز دارد.
در مسیرهای خارجی نیز به شهرهای استانبول، دبی، شارجه، دوحه، مسقط، کویت، نجف، جده (فصلی) و مدینه (فصلی) پرواز دارد.

## شرکت‌های هواپیمایی و مقصدهای پروازی

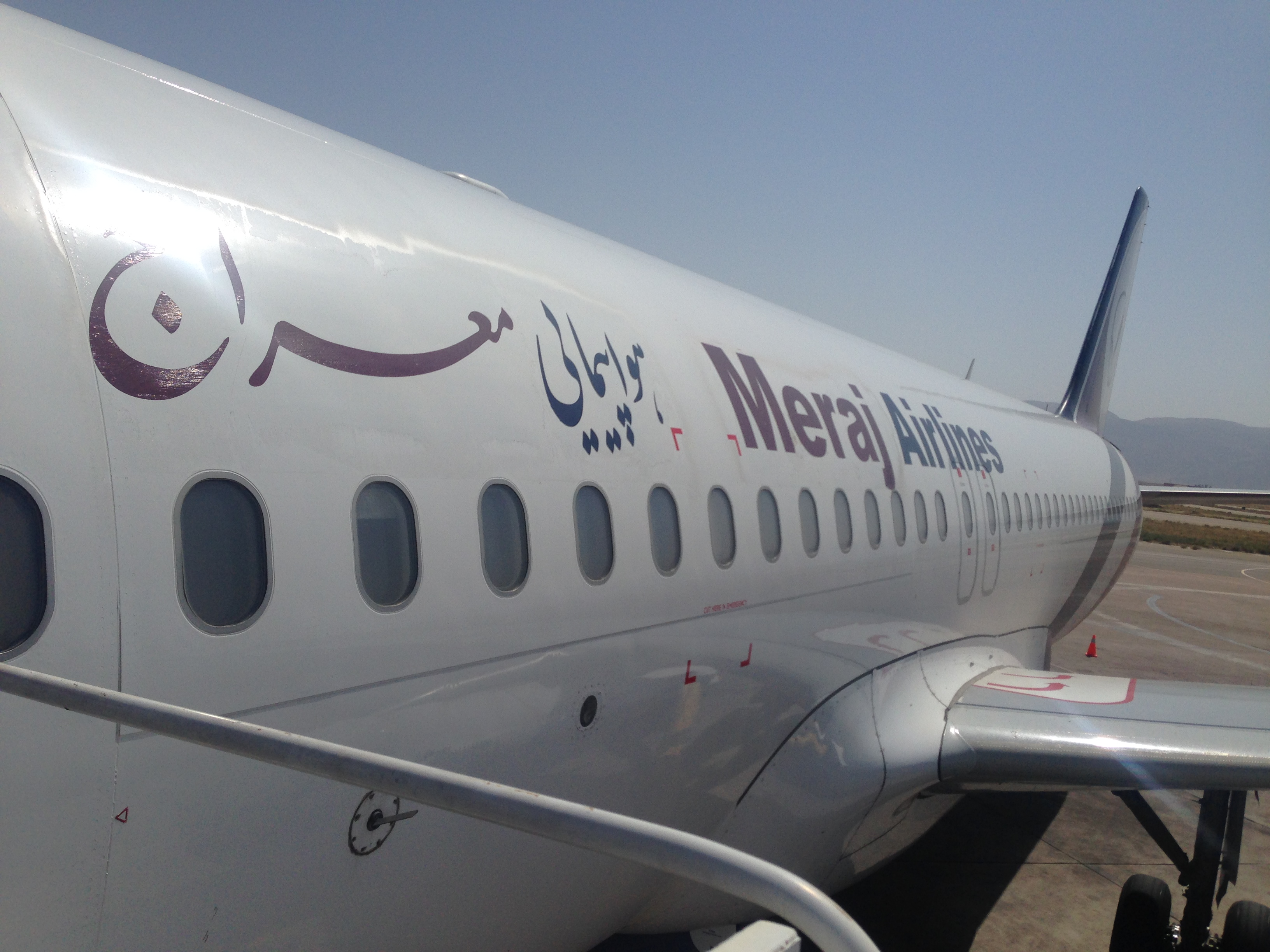
ایرباس-۳۲۰ هواپیمایی معراج فرودگاه بین‌المللی شهید دستغیب شیراز

| هواپیمایی        | مقصد | قطب |
| ---------------- | --- | --- |
| هواپیمایی آسمان  | فرودگاه بین‌المللی مهرآباد، فرودگاه بین‌المللی شهید هاشمی‌نژاد مشهد، فرودگاه بین‌المللی شهید مدنی تبریز، فرودگاه بین‌المللی قاسم سلیمانی، فرودگاه سردار جنگل رشت، فرودگاه بین‌المللی زاهدان، فرودگاه بین‌المللی بندرعباس، فرودگاه دشت ناز ساری، فرودگاه بین‌المللی کیش، فرودگاه بین‌المللی قشم، فرودگاه آبادان، فرودگاه نوشهر، فرودگاه لاوان، فرودگاه بین‌المللی مسقط، فرودگاه سنندج (بزودی) | *   |
| ایران ایر        | تهران، اصفهان، اهواز، بندرعباس، کیش، قشم، آبادان، لامرد، بندرلنگه، دبی، دوحه، کویت فصلی: مدینه، جده، طائف، نجف |     |
| هواپیمایی ماهان  | فرودگاه بین‌المللی مهرآباد، فرودگاه بین‌المللی اهواز، فرودگاه بین المللی کرمان، فرودگاه خارگ |     |
| هواپیمایی کاسپین | فرودگاه بین‌المللی مهرآباد، فرودگاه بین‌المللی خلیج فارس (عسلویه) |     |
| هواپیمایی پارس   | فرودگاه بین‌المللی مهرآباد، فرودگاه گرگان | *   |
| ایران ایرتور     | فرودگاه بین‌المللی مهرآباد فرودگاه بین‌المللی شهید هاشمی‌نژاد مشهد فرودگاه بین‌المللی شهید مدنی تبریز فرودگاه بین‌المللی کیش |     |
| هواپیمایی سپهران | فرودگاه بین‌المللی مهرآباد، فرودگاه بین‌المللی شهید هاشمی‌نژاد مشهد، فرودگاه بین‌المللی خلیج فارس (عسلویه) | *   |
| هواپیمایی معراج  | فرودگاه بین‌المللی مهرآباد |     |
| هواپیمایی وارش   | فرودگاه بین‌المللی مهرآباد، فرودگاه بین‌المللی شهید هاشمی‌نژاد مشهد، فرودگاه دشت ناز ساری |     |
| هواپیمایی آتا    | فرودگاه بین‌المللی مهرآباد، فرودگاه بین‌المللی شهید هاشمی‌نژاد مشهد |     |
| کیش ایر          | فرودگاه بین‌المللی مهرآباد، فرودگاه بین‌المللی کیش، فرودگاه بین‌المللی دوبی، فرودگاه بین‌المللی مسقط |     |
| هواپیمایی قشم    | فرودگاه بین‌المللی مهرآباد، فرودگاه بین‌المللی شهید هاشمی‌نژاد مشهد، فرودگاه بین‌المللی شهید مدنی تبریز، فرودگاه بندر ماهشهر، فرودگاه بین‌المللی نجف |     |
| هواپیمایی زاگرس  | فرودگاه بین‌المللی مهرآباد، فرودگاه بین‌المللی شهید هاشمی‌نژاد مشهد، فرودگاه بین‌المللی کویت |     |
| ترکیش ایرلاینز   | فرودگاه جدید استانبول |     |
| فلای‌دبی          | فرودگاه بین‌المللی دوبی |     |
| فلای پرشیا       | فرودگاه بین‌المللی مهرآباد | *   |
| هواپیمایی قطر    | فرودگاه بین‌المللی حمد |     |
| سلام ایر         | فرودگاه بین‌المللی مسقط |     |
| ایرعربیا         | فرودگاه بین‌المللی شارجه |     |
| هواپیمایی کارون  | فرودگاه بین‌المللی مهرآباد، فرودگاه خارگ، فرودگاه جزیره سیری، فرودگاه بین‌المللی اهواز |     |

## ظرفیت پذیرش مسافر در فرودگاه شیراز
با اتمام طرح توسعه فرودگاه بین‌المللی شیراز ظرفیت پذیرش مسافر این فرودگاه از ۴ میلیون نفر به ۱۰ میلیون مسافر در سال افزایش یافته‌است. طرح توسعه فرودگاه در دو فاز کوتاه مدت و میان مدت پیش‌بینی شده‌است که توسعه ترمینال داخلی فرودگاه در ادامه ترمینال فعلی به مساحت ۳۲۰۰ متر مربع از جمله طرح‌هایی است که مورد بهره‌برداری قرار گرفته‌است. همچنین با احداث ترمینال جدید پروازهای خارجی ظرفیت پذیرش بیشتر خواهد شد.

## امکانات و تسهیلات فرودگاه شیراز
شامل CIP-VIP، پارکینگ خودرو، رزرواسیون هتل، کیوسک اطلاع‌رسانی، انواع غرفه‌ها، مسجد، اطلاعات پرواز، باجه ارزی، خود پردازها و تسهیلات جهت معلولان. ایستگاه متروی شهید دستغیبخط ۱ متروی شیراز در ابتدای بولوار فرودگاه (شاهچراغی) می‌باشد. مسافران به خط یک مترو دسترسی دارند.

## صدورویزادر فرودگاه شیراز
در حال حاضر تمام گردشگران و تجار غیر ایرانی کشورهای مختلف به استثنای کشورهای آمریکا، کانادا، کلمبیا، بریتانیا، پاکستان، عراق، افغانستان، اردن، بنگلادش و سومالی پس از ورودی به کشور از طریق فرودگاه شیراز می‌توانند ویزای توریستی دو هفته‌ای در مدت کمتر از ۱۵ دقیقه دریافت کرده و به کشور وارد شوند.
اتباع اسرائیلی اجازه ورود به کشور را ندارند.

## بخش‌های فرودگاه
1. ترمینال ورود پروازهای خارجی
2. سالن بارانداز
3. سالن گمرک با مساحت حدود ۷۵۰ متر مربع
4. سالن عمومی مستقبلین و مشایعین
5. سالن ترانزیت مرزی
6. سالن ترانزیت و تشریفات پروازی

## ترابری

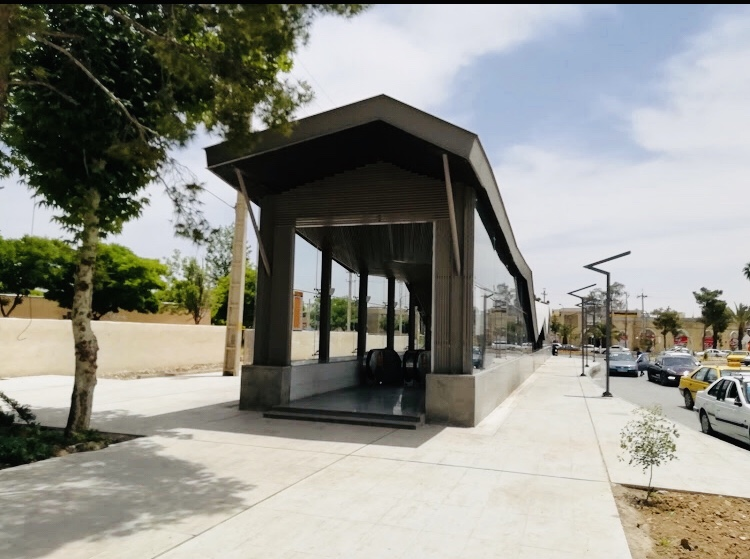

- ایستگاه متروی شهید دستغیب